# Ernesto Crespo
Ernesto Horacio Crespo (Mendoza, 8 de diciembre de 1929 - Buenos Aires, 6 de marzo de 2019) fue un militar argentino promovido al grado de brigadier general. Fue jefe del Estado Mayor General de la Fuerza Aérea (JEMGFA) desde el 5 de marzo de 1985 hasta el 8 de julio de 1989. También fue comandante de la Fuerza Aérea Sur (FAS) en operaciones durante el Conflicto del Atlántico Sur de 1982.

## Biografía

### Participación en la guerra de las Malvinas
El brigadier Crespo en 1982 era jefe de la IV Brigada Aérea en El Plumerillo. El comandante de Operaciones Aéreas, brigadier mayor Hellmuth Weber, lo designó para desempeñar el cargo de comandante de la Fuerza Aérea Sur.
Al finalizar el conflicto, el brigadier presidió junto a otros oficiales una serie de reuniones con unos 50 oficiales de la FAA. El grupo confeccionó un plan para la Fuerza Aérea para la próxima década. Se contempló el desarrollo de un total de 36 proyectos de desarrollo. Entre ellos estuvieron el entrenador FMA IA-63 Pampa, el caza furtivo FMA SAIA 90, además del desarrollo de un misil balístico de alcance medio basado en el Cóndor para atacar las Malvinas.

### Desempeño como titular de la Fuerza Aérea Argentina
Ernesto Horacio Crespo se destacó por ser el segundo jefe de la Fuerza Aérea Argentina desde el retorno de la democracia en Argentina el 10 de diciembre de 1983.
El día martes 5 de marzo de 1985, Ernesto Horacio Crespo, que ostentaba la jerarquía de brigadier fue designado jefe del Estado Mayor General de la Fuerza Aérea, y fue ascendido inmediatamente a brigadier general. El anterior jefe de la aeronáutica, el brigadier general Teodoro Guillermo Waldner, fue nombrado jefe de Estado Mayor Conjunto de las Fuerzas Armadas el día viernes 8 de marzo de 1985.
Mientras el brigadier general Ernesto Horacio Crespo estuvo al frente de la Fuerza Aérea Argentina, tuvo lugar el alzamiento de los carapintadas, desatado por una facción del Ejército Argentino. Ernesto Horacio Crespo le aseguró al entonces presidente Raúl Ricardo Alfonsín que la Fuerza Aérea Argentina actuaría en defensa de las instituciones democráticas si el alzamiento pasaba a mayores.
Crespo fue un gran defensor de la continuidad del Programa Cóndor que había iniciado a fines de los setenta. Como se refirió, el oficial veterano formaba parte de un sector de la FAA que procuraba el desarrollo de un misil balístico de alcance medio que constituiría un arma estratégica de alto nivel.
El presidente Carlos Saúl Menem relevó a Crespo el 11 de julio de 1989. El proyecto del misil Cóndor II perdía uno de sus mayores defensores. Se designó titular al brigadier mayor José Antonio Juliá, quien inmediatamente fue ascendido a la jerarquía de brigadier general.
El Cóndor sucumbió finalmente a la decisión de Menem de descontinuar el proyecto.
En 1991, cuando el desmantelamiento del Programa Cóndor II, Crespo declaró que Argentina se convertía en un «país bananero». Menem ordenó al brigadier general Juliá el arresto del exjefe castrense. Finalmente Crespo pidió la baja de la Fuerza Aérea.

### Fallecimiento
El brigadier general VGM Ernesto Horacio Crespo falleció el 6 de marzo de 2019.